# Asterias
Asterias es un género de equinodermos asteroideos de la familia Asteriidae que incluye cinco especies. Incluye varias de las especies más conocidas de estrellas de mar, como la estrella de mar común (Asterias rubens). 

## Especies
Incluye las siguientes especies:
- Asterias amurensis Lutken, 1871
- Asterias argonauta Djakonov, 1950
- Asterias forbesi (Desor, 1848)
- Asterias microdiscus Djakonov, 1950
- Asterias rathbuni (Verrill, 1909)
- Asterias rollestoni Bell, 1881
- Asterias rubens Linnaeus, 1758
- Asterias versicolor Sladen, 1889